# Điểm đến của Hãng hàng không Quốc gia Việt Nam
Hãng hàng không Quốc gia Việt Nam (thường được biết đến với tên gọi: Vietnam Airlines) là hãng hàng không quốc gia của nước Cộng hòa xã hội chủ nghĩa Việt Nam.
Vietnam Airlines có căn cứ hoạt động chính tại Sân bay quốc tế Tân Sơn Nhất, Sân bay quốc tế Nội Bài. Vietnam Airlines có mạng lưới đường bay đến 49 sân bay trên 26 quốc gia và vùng lãnh thổ. Ngoài ra, Vietnam Airlines còn có thỏa thuận liên danh với 23 hãng hàng không, điều này giúp cho mạng lưới đường bay của Vietnam Airlines phủ khắp châu Á, châu Âu, châu Phi, châu Úc và Bắc Mỹ.

## Danh sách điểm đến
Danh sách dưới đây là các sân bay được phục vụ trực tiếp bởi Vietnam Airlines. Danh sách này không bao gồm các điểm đến được phục vụ bởi các hãng hàng không khác và liên danh với Vietnam Airlines. Mặc dù vậy, danh sách này vẫn bao gồm các sân bay được phục vụ bởi Công ty bay dịch vụ hàng không, một công ty con của Vietnam Airlines.
| căn cứ      | Căn cứ chính (Hub)       |
| thuê chuyến | Thuê chuyến/Theo mùa     |
| tương lai   | Điểm đến trong tương lai |